# 다카하시 유키 (야구 선수)
다카하시 유키(일본어: 髙橋 優貴, 1997년 2월 1일 ~ )는 일본의 프로 야구 선수이며, 현재 센트럴 리그인 요미우리 자이언츠의 소속 선수(투수)이다. 이바라키현 히타치나카시 출신이다.

## 인물

### 프로 입단 전
히타치나카 시립 다비코 초등학교 3학년부터 가쓰타 스포츠 소년단에서 야구를 시작했고 히타치나카 시립 다비코 중학교 시절에는 도모베 리틀 시니어에서 활약했다. 도카이 대학 스가오 고등학교에서는 1학년 여름부터 벤치에 들어갔고 3학년 여름에 열린 니시토쿄 대회에서 결승전까지 나갔지만 니혼 대학 쓰루가오카 고등학교에게서 끝내기 패배를 당해 고시엔 대회 출전은 이루지 못했다. 하치노헤 가쿠인 대학에 진학한 후에는 기타토호쿠 대학 리그에서 통산 20승, 리그 최다인 통산 301탈삼진이라는 신기록을 수립하여 그것까지 다와타 신사부로가 보유하고 있던 탈삼진 기록 299개를 경신했다.
2018년 10월 25일에 열린 프로 야구 드래프트 회의에서는 1순위로 네오 아키라, 다쓰미 료스케를 추첨에서 제외한 요미우리 자이언츠가 여러번 지명 끝에 교섭권을 얻었고 등번호는 12번이 됐는데 12번은 투수가 대부분 차지하나 포수도 눈에 띄며 이로 인해 12번은 배터리의 넘버라는 인상이 강하다.

### 프로 입단 후
2019년 4월 4일, 도쿄 돔에서 열린 한신 타이거스와의 3차전에 선발 등판하여 6이닝 동안 4피안타 1실점으로 호투하여 승리 투수가 됐다. 요미우리의 대졸 출신 선수 1년차로서는 1960년의 아오키 히로아키(간토 가쿠인 대학 졸업)가 그해 개막 3차전인 고쿠테쓰 스왈로스전에서 첫 등판과 동시에 첫 선발 등판을 이루며 완투 승리를 따낸 이후 59년 만의 일이다.

## 선수로서의 특징
대학 시절 최고 속도는 152km였다. 변화구는 슬라이더, 싱커 등을 축으로 투구를 구사한다.
좌투좌타이지만 펜과 젓가락을 잡을 때는 오른손잡이이다.

## 상세 정보

### 출신 학교
- 도카이 대학 스가오 고등학교
- 하치노헤 가쿠인 대학

### 선수 경력
- 요미우리 자이언츠(2019년 ~ )

### 수상·타이틀 경력
- 월간 MVP : 1회(2021년 3·4월[9]) ※투수 부문

### 개인 기록

#### 투수 기록
- 첫 등판·첫 선발 등판·첫 선발 승리 : 2019년 4월 4일, 대 한신 타이거스 3차전(도쿄 돔), 6이닝 1실점[6]
- 첫 탈삼진 : 상동, 1회초에 후쿠도메 고스케로부터 헛스윙 삼진
- 첫 홀드 : 2020년 11월 8일, 대 도쿄 야쿠르트 스왈로스 24차전(도쿄 돔), 7회초에 3번째 투수로서 구원 등판, 1이닝 무실점

#### 타격 기록
- 첫 타석 : 2019년 4월 4일, 대 한신 타이거스 3차전(도쿄 돔), 2회말에 하마치 마스미로부터 스리 번트 실패로 인한 삼진
- 첫 안타·첫 타점 : 2019년 4월 24일, 대 도쿄 야쿠르트 스왈로스 5차전(메이지 진구 야구장), 2회초에 데이비드 뷰캐넌으로부터 3루 앞 적시 안타

#### 기타
- 올스타전 출장 : 1회(2021년)

### 등번호
- 12(2019년)
- 26(2020년)
- 47(2021년 ~ 2022년)
- 012(2023년 ~ )

### 연도별 투수 성적
| 연 도      | 소 속      | 등 판 | 선 발 | 완 투 | 완 봉 | 무 4 구 | 승 리 | 패 전 | 세 이 브 | 홀 드 | 승 률 | 타 자 | 이 닝 | 피 안 타 | 피 홈 런 | 볼 넷 | 고 4 | 몸 맞 | 탈 삼 진 | 폭 투 | 보 크 | 실 점 | 자 책 점 | 평 자 책 | W H I P |
| ---------- | ---------- | ----- | ----- | ----- | ----- | ------- | ----- | ----- | -------- | ----- | ----- | ----- | ----- | -------- | -------- | ----- | ---- | ----- | -------- | ----- | ----- | ----- | -------- | -------- | ------- |
| 2019년     | 요미우리   | 18    | 18    | 0     | 0     | 0       | 5     | 7     | 0        | 0     | .417  | 395   | 93.0  | 70       | 14       | 48    | 1    | 5     | 89       | 1     | 0     | 34    | 33       | 3.19     | 1.27    |
| 2020년     | 요미우리   | 8     | 4     | 0     | 0     | 0       | 1     | 3     | 0        | 2     | .250  | 101   | 23.0  | 22       | 2        | 12    | 0    | 0     | 23       | 3     | 0     | 12    | 11       | 4.30     | 1.48    |
| 2021년     | 요미우리   | 27    | 26    | 0     | 0     | 0       | 11    | 9     | 0        | 0     | .550  | 598   | 140.2 | 125      | 18       | 61    | 2    | 2     | 76       | 2     | 0     | 57    | 53       | 3.39     | 1.32    |
| 2022년     | 요미우리   | 10    | 6     | 0     | 0     | 0       | 1     | 5     | 0        | 0     | .167  | 130   | 26.2  | 34       | 1        | 18    | 0    | 0     | 21       | 1     | 0     | 20    | 16       | 5.40     | 1.95    |
| 통산 : 4년 | 통산 : 4년 | 63    | 54    | 0     | 0     | 0       | 18    | 24    | 0        | 2     | .429  | 1224  | 283.1 | 251      | 35       | 139   | 3    | 7     | 209      | 7     | 0     | 123   | 113      | 3.59     | 1.38    |

- 2022년 시즌 종료 기준.
- 굵은 글씨는 시즌 최고 성적.

### 연도별 수비 성적
| 연도 | 소속     | 투수  | 투수  | 투수  | 투수  | 투수  | 투수     |
| 연도 | 소속     | 경 기 | 척 살 | 보 살 | 실 책 | 병 살 | 수 비 율 |
| ---- | -------- | ----- | ----- | ----- | ----- | ----- | -------- |
| 2019 | 요미우리 | 18    | 6     | 13    | 0     | 2     | 1.000    |
| 2020 | 요미우리 | 8     | 1     | 2     | 0     | 0     | 1.000    |
| 2021 | 요미우리 | 27    | 6     | 19    | 0     | 0     | 1.000    |
| 2022 | 요미우리 | 10    | 3     | 9     | 1     | 0     | .923     |
| 통산 | 통산     | 63    | 116   | 43    | 1     | 2     | .994     |

- 2022년 시즌 종료 기준.